# 安藤喜春
安藤 喜春（あんどう よしはる、1941年 - ）は、静岡県出身の元アマチュア野球選手（内野手）、野球指導者。

## 来歴・人物
沼津東高等学校では、1958年夏の甲子園県予選準々決勝に進むが、静岡高に延長14回逆転サヨナラ負け。1959年に社会人野球の大昭和製紙に入社、10年間遊撃手として活躍した。1961年の都市対抗では準決勝に進むが、新三菱重工に敗退。1968年には全日本代表のメンバーにも選ばれた。
1969年から大昭和製紙北海道の監督を務め、1974年の都市対抗野球で北海道のチームで初の優勝を果たし、同年には社会人ベストナインの特別表彰を受けている。
1980年から古巣の大昭和製紙の監督を務め、1980年の都市対抗でチームを優勝に導いた。一時、富士市立吉原商業高等学校の監督となり、再度大昭和製紙の監督を1992年まで務めた。

1989年の第15回アジア野球選手権大会では全日本チームの監督を務めた。